# Американска алоза
Alosa sapidissima е вид лъчеперка от семейство Селдови (Clupeidae). Възникнал е преди около 3,6 млн. години по времето на периода неоген. Видът е незастрашен от изчезване.

## Разпространение и местообитание
Разпространен е в Канада и САЩ. Внесен е в Мексико.
Среща се на дълбочина от 0,2 до 250 m, при температура на водата от 0,4 до 21,3 °C и соленост 30,7 – 35,8 ‰.

## Описание
На дължина достигат до 61,7 cm, а теглото им е максимум 5500 g.
Продължителността им на живот е около 13 години. Популацията на вида е нарастваща.